# Ernest L. Webster
Ernest L. Webster (30 de septiembre de 1889 - 16 de enero de 1954) fue un empresario y político estadounidense, propietario pionero de un concesionario de automóviles en Los Ángeles, California, y representante del 3er Distrito en el Ayuntamiento de Los Ángeles entre 1927 y 1931.

## Semblanza
Webster nació en 1889 en Youngstown (Ohio), hijo de Warren Webster, originario de Pensilvania, y de Jane William Webster, de Gales del Sur. De joven trabajó para la Youngstown Sheet and Tubing Company como patronista. En 1914 se convirtió en vendedor de automóviles y se mudó a California en 1917, donde trabajó en las primeras agencias de automóviles tanto en Los Ángeles como en San Diego. Fundó la Landsdale-Webster Company, dedicada a la comercialización de accesorios para automóviles, en 1925, y luego la Startomatic Company, que luego fue arrendada a Bendix Corporation.
Se casó el 25 de diciembre de 1912 con Nettie Elizabeth Kline.
En 1934, dijo que su principal pasatiempo era su casa de bungalows en el 5139 Maplewood Avenue, en el actual Distrito de Larchmont en Los Ángeles, "con su piscina entre las rocas, jardín de rosas, barbacoa y salón social al aire libre". Después de su retiro del servicio público se dedicó al negocio de la fotografía comercial. Murió el 16 de enero de 1954, dejando viuda; una hermana, la Sra. Addie Ford, y dos hermanos, John y Warren.

## Servicio público
Webster se postuló en 1927 para el puesto de Concejal del Distrito 3 del Concejo Municipal de Los Ángeles como candidato anti-Parrot, y derrotó al titular, Isaac F. Hughes por un resultado de 9608 a 2386 votos en junio, y fue  reelegido por una amplia mayoría en mayo de 1929. En ese momento, el 3.er distrito se conocía como el "Área del oeste de Washington", pero en realidad se encontraba principalmente al sur de la sierra de Santa Mónica, al este de Sawtelle, con su límite este la Avenida Oeste de Los Ángeles y su límite sur, con el Washington Boulevard para delimitar el área de Palms. Incluía el distrito del ´Club de Campo de Los Ángeles y Sawtelle, y todas las montañas de Santa Mónica al oeste de Sawtelle hasta la línea del Condado de Ventura, incluidos Pacific Palisades y Topanga.
Durante sus dos mandatos, jugó un papel decisivo en la instalación de un sistema de semáforos en Wilshire Boulevard y abogó sin éxito por la legislación para dotar de enfermeras públicas a las escuelas parroquiales.
En enero de 1930, Webster y otros siete miembros del consejo que habían votado a favor de otorgar un permiso para explotar rocas en las montañas de Santa Mónica fueron objeto de un infructuoso intento de destitución con el argumento de que los ocho...
han conspirado con. . . Alphonzo Bell, Samuel Traylor y Chapin A. Day, todos multimillonarios, para otorgar a este grupo un permiso de zonificación especial para explotar y transportar . . . de la zona residencial de clase alta de Santa Mónica, piedra caliza y roca para fabricar cemento.
Webster fue uno de los seis miembros del consejo que en mayo de 1930 se opusieron sin éxito a la asignación de fondos para hacer un estudio de nivelación de Bunker Hill, "un montículo que representa un obstáculo para el tráfico y un obstáculo para el desarrollo en el territorio del centro del noroeste".
Volvió a presentarse a la reelección en 1931, pero fue derrotado por James Stuart McKnight, por 7.866 contra 4.861 votos. Fue nombrado secretario de la Comisión de Construcción y Seguridad de la ciudad en 1934.